# Koujenkino
Koujenkino (en russe : Куже́нкино) est une commune urbaine de la partie européenne de la Russie, située dans le raïon de Bologoïe (ru) dans l'oblast de Tver. Situé à la confluence de la Chlinka et la Ladyjenka dans la Chlina, le village se trouve dans les collines de Valdaï. La commune urbaine forme entièrement une municipalité, l'établissement urbain de Koujenkino.

## Étymologie
Le nom de la localité viendrait probablement du mot finno-ougrien Koujenia ou Kroujel, signifiant « petit ourson ». Ce mot a d'ailleurs donné un certain nombre de noms de familles en Sibérie (Koujelvs par exemple). Une autre version viendrait de la même famille de langue, mais du mot Koujen, signifiant « koudel (ru) », qui sont des fibres provenant du liber de la tige du chanvre.

## Géographie

### Situation

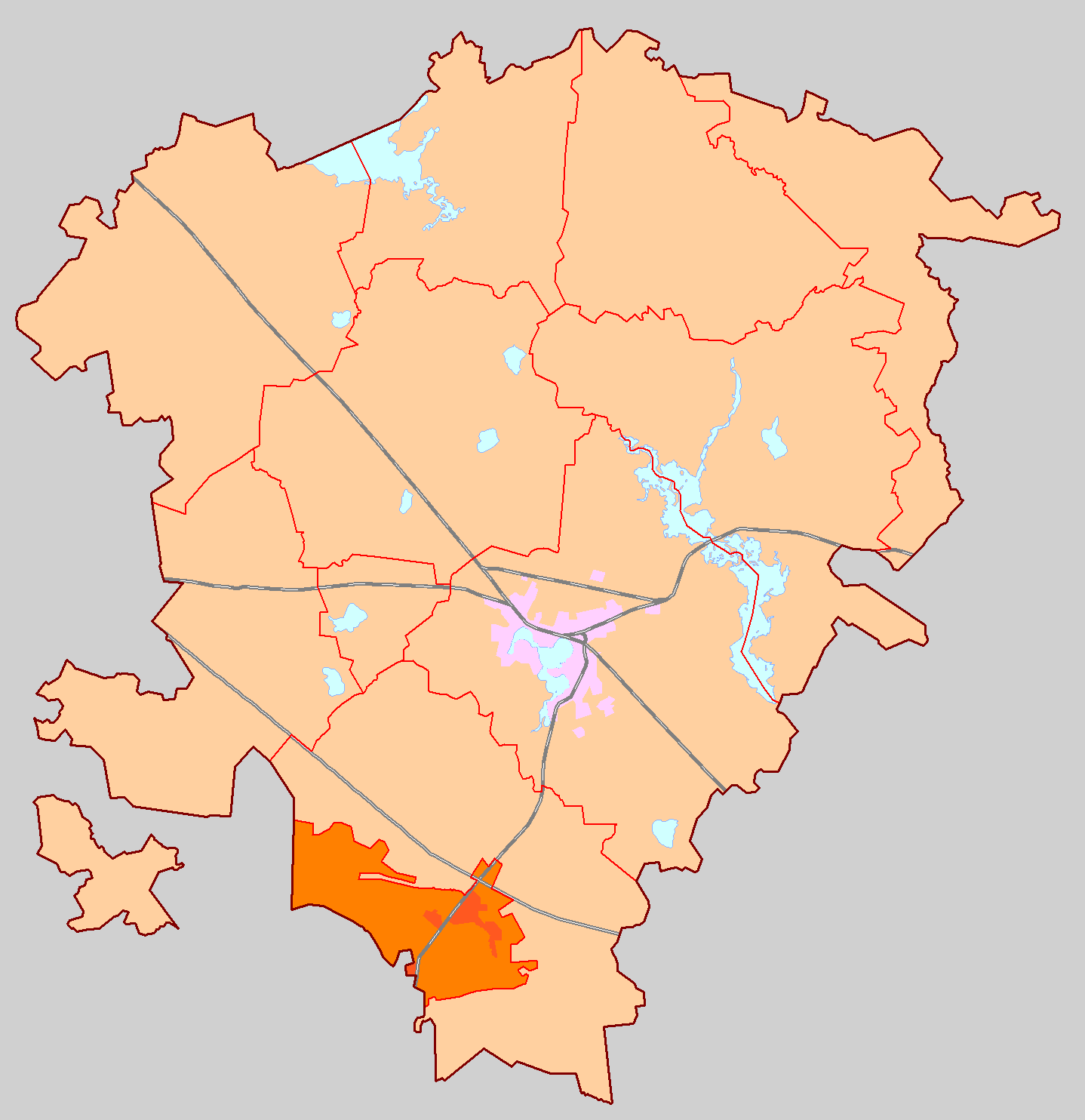
Carte de Koujenkino dans le raïon de Bologoïe.

Koujenkino se trouve dans l'oblast de Tver, un oblast de la partie européenne de la Russie. La localité fait partie du district fédéral du Nord-Ouest, et se situe à 320 km au sud-est de Saint-Pétersbourg, la capitale du district. Elle se trouve aussi à 311 km au nord-est de Moscou, ainsi qu'à 150 km au nord-ouest de Tver, la capitale de son sujet. Koujenkino fait partie du raïon de Bologoïe (ru), un des trente-trois raïons ou équivalents de l'oblast, qui se trouve dans le nord-centre de l'oblast, à la frontière avec l'oblast de Novgorod. Son centre administratif est Bologoïe, à 18 km au nord-nord-est.
Concernant la géographie, la localité se situe dans la région des collines de Valdaï, zone collinaire du nord de la Russie européenne qui sont une extension septentrionale du plateau central de Russie. Ainsi, la zone autour du village est vallonnée, et le village est d'ailleurs presque entièrement entouré de forêts typiques de la zone. La commune urbaine voit la confluence des rivières Chlinka (ru) et Ladyjenka (ru) dans la Chlina (ru), un affluent de la Tsna, appartenant ainsi au bassin versant de la Neva.
Sa superficie est de 4,83 km2.

### Localités limitrophes
Les localités limitrophes sont Sinevo au nord-nord-est ; Khotilovo à l'est-est-nord, Komsomolski au sud-ouest, Gradobit à l'ouest-ouest-sud et Koujenkino (il y a un village du même nom que la commune) au nord-nord-ouest.
| Koujenkino  |            | Sinevo    |
| Gradobit    | Koujenkino | Khotilovo |
| Komsomolski |            |           |

## Histoire

### DuXVIesiècleauXIXesiècle
La première mention de Koujenkino est faite dans un livre du scribe Dmitri Zamvetski en l'an 1583 (année 7090 dans le livre). Le village est mentionné comme appartenant à la paroisse du pogost de Kolomno (ru), dans l'ouïezd de Vychni Volotchek. À cette époque, le village apparient au monastère de Khoutyne de Novgorod. La zone où se trouve le village a été pendant longtemps sur le principal axe commercial entre la grande-principauté de Moscou et la république de Novgorod.
Pendant la guerre du Nord et en continuation avec les réformes de l'Église (ru) de Pierre Ier le Grand, il fut décidé de renforcer le yam (relais) nommé Khotilovski. Dans le décret de Pierre le Grand au gouverneur de Novgorod Jacob Bruce du 19 février 1702 (2 mars dans le calendrier grégorien), il impose aux habitants du village le devoir du Yam (ru), devant ainsi entretenir ce relais. En 1796, le village est incorporé au gouvernement de Tver. Sur une carte de 1816 de l'Empire russe ainsi que sur une carte militaire des conquêtes de Napoléon, le village est appelé Kroujenka. 
Pendant les dernières années du règne d'Alexandre Ier, l'idée de construite une route entre Saint-Pétersbourg et Moscou émergea. Peu à peu, la route fut construite, en faisant étape par étape de yam en yam. Mais comme le relais se trouvait à 500 sagènes du village (environ 1 km), la route passa à la même distance. La route fut ouverte près du village en 1831.

### Depuis leXXesiècle
En 1907, la ligne ferroviaire Bologoïe — Polotsk (ru) fut ouverte, et dans le village fut construite une gare avec aussi un château d'eau pour alimenter la gare (les deux construits entre 1902 et 1906). Entre 1910 et 1912, des dépôts de munitions et d'uniformes ont été construits à Koujenkino, car le village se situait sur la « route militaro-stratégique n°2 » de l'Empire russe. Après la Première Guerre mondiale, les entrepôts étaient destinés au stockage d'armes d'artillerie et après la guerre civile russe pour stocker des armes. Les entrepôts furent utilisées par l'Armée rouge et l'Armée de terre soviétique
Koujenkino obtint le statut de commune urbaine en 1939. Entre 1930 et 1940, le dépôt d'artillerie n° 39, qui stockait des munitions d'artillerie et d'aviation, ainsi que des armes chimiques, se situait dans le village. Avec l'opération Barbarossa, les entrepôts militaires furent évacués vers l'Oural, notamment vers la ville de Koungour. Pendant l'opération, les nazis détruisirent partiellement les entrepôts.
Le 23 août 2023, un accident aérien est survenu près du village. Le chef du groupe Wagner, Evgueni Prigojine, et son bras droit, Dmitri Outkine, figurent sur la liste des passagers de l'avion et sont tous deux morts dans l'accident, avec 8 autres personnes,.

## Politique et administration

Douma actuelle.

Koujenkino est une commune urbaine ainsi qu'une municipalité. Habituellement, une commune urbaine et des localités alentour forment une municipalité en Russie, mais dans ce cas non. Ainsi, Koujenkino possède un chef de règlement (un maire), actuellement Oleg Petrovitch Kouzmine, ainsi qu'une douma municipale. Cette douma municipale est composée de dix membres, renouvelés tous les cinq ans.
Les dernières élections ont eu lieu lors des élections infranationales russes en septembre 2018. Il y avait 26 candidats, 2 227 personnes étaient inscrites sur les listes électorales, mais seulement 982 personnes se sont déplacées, soit un taux de participation de 44 %. Sur les dix sièges à pourvoir, Russie unie a remporté 4 sièges tandis que les indépendants ont remporté 5 sièges. Un siège a été renoncé, rendant ainsi un poste vacant. Il y a 3 femmes pour 6 hommes, et l'âge moyen des députés est de 42 ans. Les prochaines élections auront lieu lors des élections infranationales russes de 2023.

## Démographie
Recensements (*) et estimations de la population,:
| 1959* | 1970* | 1979* | 1989* | 2002* | 2010* |
| ----- | ----- | ----- | ----- | ----- | ----- |
| 3 660 | 3 833 | 3 915 | 3 969 | 3 537 | 2 834 |

| 2012  | 2013  | 2014  | 2015  | 2016  | 2017  |
| ----- | ----- | ----- | ----- | ----- | ----- |
| 2 743 | 2 683 | 2 580 | 2 510 | 2 466 | 2 438 |

| 2018  | 2019  | 2020  | 2021  | - | - |
| ----- | ----- | ----- | ----- | - | - |
| 2 397 | 2 355 | 2 313 | 1 918 | - | - |

## Économie et transports
La commune urbaine est desservie par la route fédérale M10 qui va de Moscou à Saint-Pétersbourg. Depuis 2017, il y a aussi un doublement autoroutier ; l'autoroute Moscou-Saint-Pétersbourg qui passe à une dizaine de kilomètres au nord et à l'est. Le village possède une gare sur la ligne ferroviaire Bologoïe — Polotsk (ru). Cette gare est celle utilisée par la base aérienne de Khotilovo (ru), à une dizaine de kilomètres au sud-est.

## Culture locale

### Patrimoine
Malgré sa petite taille et petite population, le village possède deux sites inscrits aux objets patrimoniaux culturels de Russie. Il y a tout d'abord la gare, construite entre 1902-1906, qui abrite un musée, et qui a été classée avec importance régionale en 2017. Le complexe de la gare comprend deux casernes et deux maisons pour les employés du chemin de fer, un entrepôt de kérosène, deux cabines pour les aiguilleurs, et d'autres constructions. De plus, il y a un château d'eau ferroviaire, lui aussi construit entre 1902 et 1906, et classé avec importance régionale en 2017.

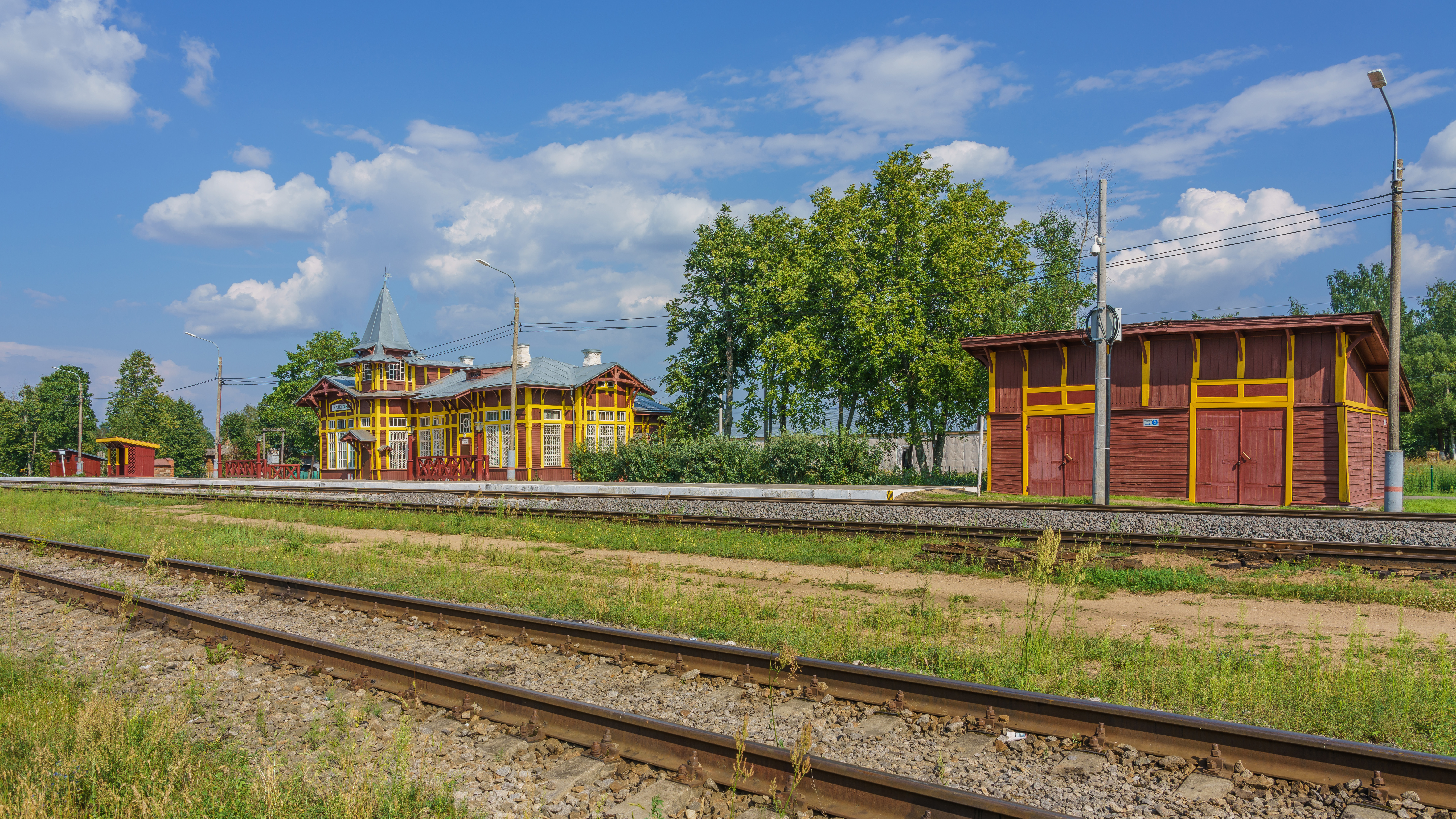
Gare de Koujenkino
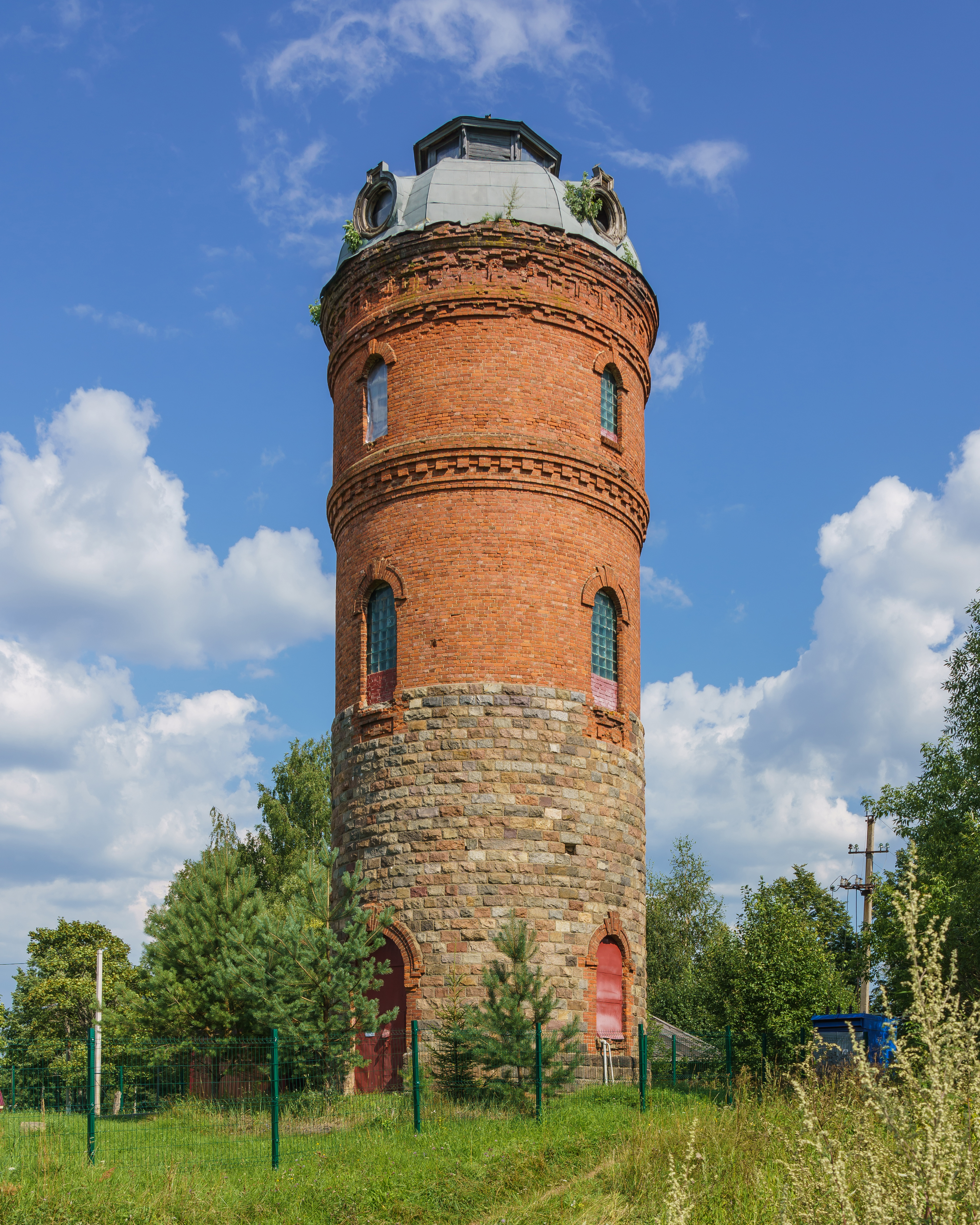
Château d'eau.

### Héraldique
| Armoiries de Koujenkino | Les armoiries de Koujenkino se blasonnent ainsi : « Dans le champ disséqué vert-azur, un ours doré se levant et tourné vers la droite est inscrit dans l'écu ; l'ours est accompagné : à droite - d'un épicéa doré qui apparaît à mi-chemin derrière le bord de l'écu ; à gauche - par deux roues dorées qui apparaissent à mi-chemin derrière le bord du bouclier, situé dans un pilier ». Un projet avait été élaboré en 2004 pour la commune urbaine, mais il n'avait pas été fructueux. Le 12 août 2020, par décision no 46 du conseil des députés, un héraldique a été approuvé. La division de l'héraldique en deux avec les couleurs vert et bleu représentent les forêts de conifères et les rivières de la région. Les deux roues représentent les routes tandis que l'ours au centre est une référence au nom de la commune, qui tire son nom d'un mot finno-ougrien signifiant ourson. |

### Personnalité liée
L'écrivain soviétique William Kozlov (ru) est né dans le village, et y a vécu son enfance. Il a été aussi prosateur, scénariste et photojournaliste. Les environs de Koujenkino ont servi dans certaines de ses œuvres, dont dans Le Président de l'Île de Pierre (en russe : Президент каменного острова).